# Erazim Veselý
Erazim Veselý (15. března 1909 Planá – 8. září 1979 Olomouc) byl český palubní navigátor 311. československé bombardovací perutě.

## Život

### Před druhou světovou válkou
Erazim Veselý se narodil 15. března 1909 v Plané na Tachovsku v rodině státního geometra Erazima a Žofie Veselých. Rodina se postupně stěhovala do Hořic a Náchoda. Zde vystudoval reálné gymnázium a následně stavební inženýrství v Praze.

### Druhá světová válka
Po německé okupaci opustil Erazim Veselý ilegálně Protektorát Čechy a Morava a v Polsku se přihlásil do zde vznikající československé zahraniční jednotky. Po pádu Polska v září 1939 přešel s dalšími přes rumunské hranice. Přes Constanțu a Libanon se dostal do Francie, kde byl prezentován 13. listopadu téhož roku a zařazen k armádnímu letectvu. Po pádu Francie v červnu 1940 se přes Gibraltar evakuoval do Spojeného království. Zde vstoupil do Royal Air Force a jako palubní navigátor byl zařazen k 311. československé bombardovací peruti. Odlétal čtyři mise. Během náletu na Brémy byl jeho stroj Vickers Wellington Mk.IC R1046 KX-E nad mořem 20. října 1941 sestřelen. Byl zachráněn a zajat německými námořníky. Byl postupně internován v několika zajateckých táborech pro letce a jako občan Protektorátu Čechy a Morava obviněn z velezrady. Byl osvobozen americkou armádou dne 16. dubna 1945 v zajateckém táboře Oflag IV-C na hradě Colditz.

### Po druhé světové válce
Po návratu do Československa sloužil Erazim Veselý u leteckého útvaru na ruzyňském letišti. Dosáhl hodnosti kapitána. Dne 28. února 1949 byl propuštěn z armády pro politickou nespolehlivost. Následně pracoval pro stavební podnik v Olomouci, kde 8. září 1979 zemřel.

## Ocenění

### Vyznamenání
- 3x Československý válečný kříž 1939
- 2x Československá medaile Za chrabrost před nepřítelem
- Československá medaile za zásluhy I. stupně
- Pamětní medaile československé armády v zahraničí
- Hvězda 1939–1945
- Evropská hvězda leteckých posádek
- Válečná medaile 1939–1945

### Posmrtná ocenění
- Erazim Veselý byl v roce 1991 in memoriam povýšen do hodnosti plukovníka.
- V roce 2019 byla Erazimu Veselému na rodném domě v Plané odhalena pamětní deska.[1]

## Rodina
Bratr Erazima Veselého Vlastimil Veselý sloužil během druhé světové války u Royal Air Force jako stíhací pilot. Po komunistickém převratu v roce 1948 odešel opět do exilu, znovu působil u britského letectva a zemřel v Austrálii.